# ᶢ
Cette page contient des caractères spéciaux ou non latins. S’ils s’affichent mal (▯, ?, etc.), consultez la page d’aide Unicode.
ᶢ, appelée g cursif en exposant, g cursif supérieur ou lettre modificative g cursif, est un symbole phonétique utilisé dans certaines variantes non standard de l’alphabet phonétique international. Il est formé de la lettre g cursif ‹ ɡ › mise en exposant. Il n’est pas à confondre avec l’g en exposant ‹ ᵍ ›.

## Représentations informatiques
La lettre modificative g cursif peut être représenté avec les caractères Unicode suivants (Latin étendu – extensions phonétiques – supplément) :
| formes       | représentations | chaînes de caractères | points de code | descriptions                           | note                            |
| ------------ | --------------- | --------------------- | -------------- | -------------------------------------- | ------------------------------- |
| modificative | ᶢ               | ᶢ                     | U+1DA2         | lettre modificative minuscule g cursif | codé pour le symbole phonétique |